# Mercedes-Benz Cito

Mercedes-Benz Cito este un autobuz urban cu sistemul de propulsie diesel. Denumirea de Cito vine de la CI = City și Tomorrow = Mâine. A fost introdus în 1998 și a fost produs din 1999 până în 2003. 
Sistemul său de propulsie este compus dintr-un motor diesel OM 904 care oferă energie electrică unui generator care furnizează energie motorului electric, a fost amplasat în partea din spate a autobuzului.

## Date Tehnice
Mercedes-Benz Cito este oferit în lungimile de 8 metri, 9 metri și de 10 metri.
| Specificații/Versiuni   | 8 metri   | 9 metri   | 10 metri  |
| ----------------------- | --------- | --------- | --------- |
| Lungime                 | 8.085 mm  | 8.908 mm  | 9.585 mm  |
| Lățime                  | 2.350 mm  | 2.350 mm  | 2.350 mm  |
| Ampatament              | 4.500 mm  | 5.323 mm  | 6.000 mm  |
| Înălțimea Frontală      | 2.774 mm  | 2.774 mm  | 2.774 mm  |
| Înălțimea din spate     | 2.945 mm  | 2.945 mm  | 2.945 mm  |
| Greutatea totală admisă | 11.100 kg | 11.800 kg | 12.500 kg |